# (5959) Shaklan
(5959) Shaklan (1989 NB1) – planetoida z pasa głównego asteroid okrążająca Słońce w ciągu 5,69 lat w średniej odległości 3,18 j.a. Odkryta 2 lipca 1989 roku.